# Billard Sportverein Wuppertal 1929
Der Billard Sportverein Wuppertal 1929 e. V. (kurz BSV Wuppertal) ist ein Sportverein aus der bergischen Großstadt Wuppertal, der bis 2011 unter dem Namen Barmer Billardfreunde (kurz Barmer BF) bekannt war. Sowohl im Snooker wie auch Pool konnten mehrfach deutsche Titel gewonnen werden.

## Geschichte
Unter Mitwirkung von Oskar Wahle, Paul Wassermann, Heinz Hesse, Oswald Sporkes und den Gebr. Windgassen wurde der Verein 1929 gegründet. Oskar Wahle war erster Vorsitzender und wurde 1938 von Alfred Roxin abgelöst. Er, Heinz Görtz und Willi Schütte wurden 1954 vom städtischen Sportamt mit der silbernen Nadel ausgezeichnet. Im selben Jahr feierte der Verein sein 25-jähriges Bestehen und wählte Hans Reussner zum neuen Vorsitzenden. 1970 übernahm Emil Schwarz diese Position, gab sie aufgrund einer Erkrankung kurz darauf aber an Udo Kleimenhagen ab, der sie bis zur Übergabe an Ulrich Naber 1985 behielt. Ein Jahr später wurde Axel Heger neuer Vorsitzender. Da der Vereinssitz an der Haspeler Schulstraße zu klein geworden war, wurde Ende 1987 ein Mietvertrag an der Gronaustraße unterzeichnet. Hier standen dem Verein in den Folgejahren größere Räumlichkeiten mit zwei großen und drei kleinen Billardtischen zur Verfügung.
Anlässlich des 60-jährigen Bestehens richtete der Verein 1989 in der Heckinghauser Sporthalle die deutschen Meisterschaften im Dreiband und Dreikampf aus. Auch mit Unterstützung anderer regionaler Vereine wurde die Veranstaltung drei Stunden live übertragen. Im selben Jahr wuchs das Team an und wurde um weitere Tische erweitert, sodass künftig auch auf Landesebene statt wie bisher nur auf Kreisebene angetreten werden konnte. Zwischen 1993 und 2015 waren die Billardfreunde durchgehend mindestens zweitklassig auf Bundesebene.
Im Jahr 1994 wurde die 1. Dreiband-Mannschaft Vize-Pokalsieger und durfte dadurch im Europapokal antreten. In der Vorrunde trat sie unter anderem bei Benfica Lissabon an. Als sich 1996 der bis dato größte Poolbillardclub der Stadt, der PBSC Wuppertal auflöste, übernahmen die Billardfreunde dessen Mitglieder und führten fortan eine eigene Pool- und Snooker-Abteilung. Damals war der Verein der einzige aus Nordrhein-Westfalen und Umgebung, der alle Billardarten vereinte. Im selben Jahr wurde die 1. Snooker-Mannschaft deutscher Pokalsieger und holte den ersten Titel nach Barmen. 1998 zwangen zunehmende Wasserschäden zur Aufgabe der Räumlichkeiten. Dadurch wurden die Dreiband- und Pool-Abteilungen zusammengelegt, der Snooker-Spielbetrieb wurde vorerst ausgelagert.
1999 gab es anfangs Pläne für einen Neubau in Barmen, im Februar wurde jedoch ein Gebäude in Elberfeld bezogen, das bis 2011 als Spielstätte und Vereinsheim diente. Die neuen Räumlichkeiten umfassten vier Etagen und wurden zur größten vereinseigenen Billardsportanlage in Deutschland. Die Fachzeitschrift Talk zeichnete das Vereinsheim als Billardcafe des Jahres aus. Im Jahr darauf sicherte sich die 1. Dreiband-Mannschaft den erstmaligen Aufstieg in die 1. Bundesliga Dreiband. Am 22. Dezember 2000 sorgte ein Kabelbrand für weitreichende Zerstörungen in der 4. Etage, die daraufhin entkernt und renoviert werden musste. Zu den Dreiband-Meisterschaften im Januar 2001 war die Anlage wieder einsatzbereit. 2001 gewann der Verein für herausragende Leistungen in der Jugendarbeit und Talentförderung einen mit 10.000 Mark dotierten Preis der Dresdner Bank.
2002 übertrug die Europäische Billard-Föderation die Ausrichtung der europäischen Qualifikation der Junioren für die Billard-Weltmeisterschaft in China. 72 Sportler aus 14 Nationen nahmen hieran teil. 2003 wurde die 1. Snooker-Mannschaft sowohl deutscher Meister als auch Pokalsieger und holte damit den ersten Meistertitel des Vereins. 2005 wurde der Wuppertaler Standort zum Landes-Leistungsstützpunkt NRW ernannt, auch das Landesprojekt Talentsichtung und Talentförderung wurde in den eigenen Räumlichkeiten eingerichtet. Durch Kooperationen mit Wuppertaler Schulen kamen wöchentlich bis zu 150 Kinder in die Sportanlage, an zwei Schulen wurde Billard gar als Wahlpflichtfach eingeführt. Am Landes-Leistungsstützpunkt wurden die ersten Trainer-Ausbildungen angeboten, zu denen Teilnehmer aus dem ganzen Bundesgebiet anreisten. Mit bis zum heutigen Tage ca. 400 Trainerassistenten und Trainern hat Wuppertal damit die größte Anzahl von Trainern ausgebildet.

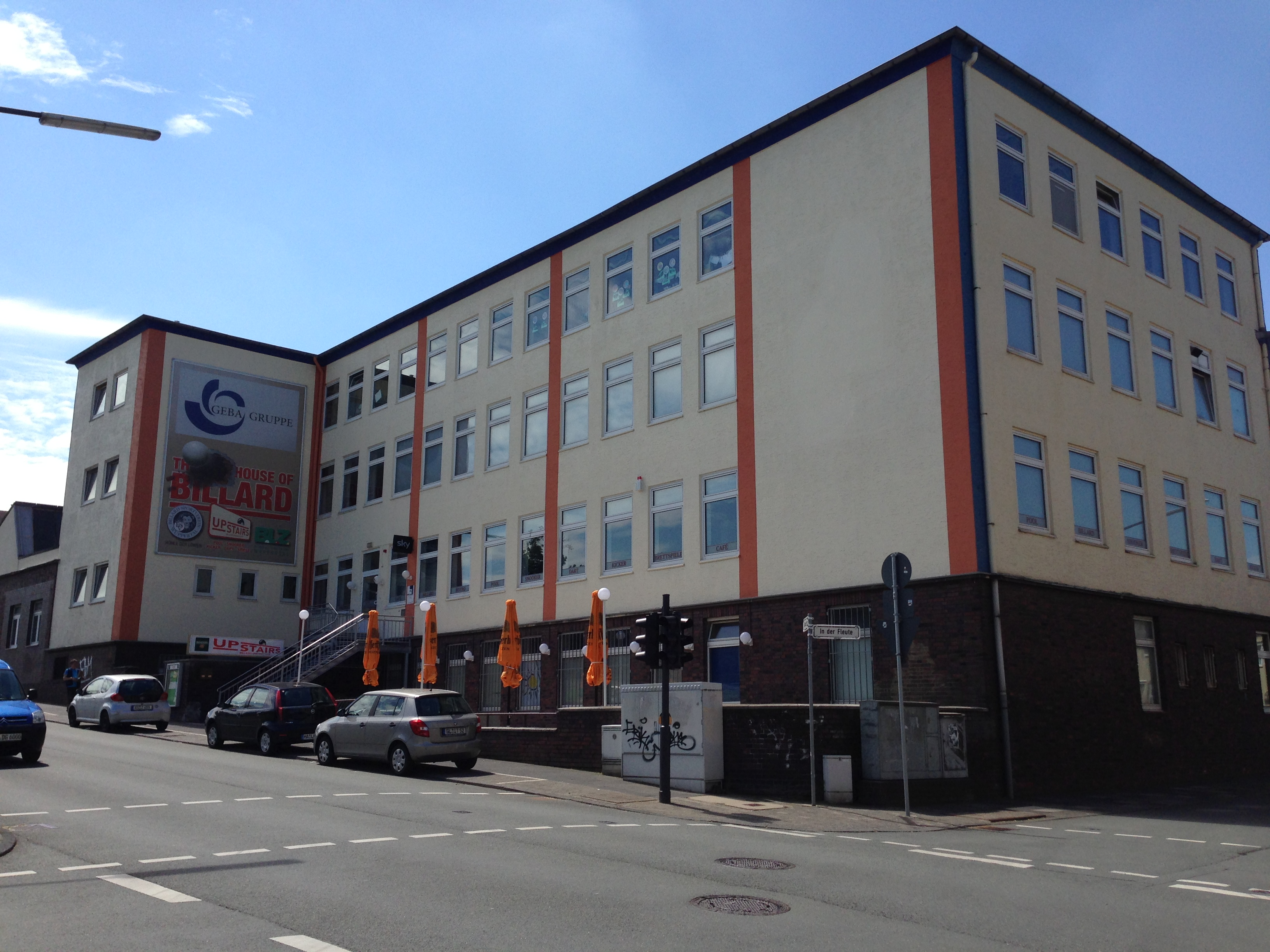
Vereinsheim des BSV Wuppertal mit dem Billardcafe Upstairs (unten)

2008 folgte mit drei deutschen Mannschaftstiteln, einer Gold- und drei Bronzemedaillen in Einzelkämpfen der deutschen Meisterschaft das erfolgreichste Jahr der Billardfreunde. Erneut wurde der Verein für die Jugendarbeit ausgezeichnet, zudem gewann man den vom Deutschen Olympischen Sportbund erstmals vergebenen Preis für Anti-Doping-Arbeit. Anlässlich des 80-jährigen Bestehens kamen 2009 über 1.500 Besucher in die Wuppertaler Uni-Halle, zu Gast waren die britischen Profisportler Steve Davis, Mark Selby, Allister Carter sowie Stephen Hendry. Im selben Jahr wurden zwei deutsche Mannschaftstitel sowie viermal Gold, einmal Silber und einmal Bronze in Einzel-Wettkämpfen gewonnen. 2010 wurde das Team zum dritten Mal in Folge deutscher Meister und Pokalsieger im Snooker.
Mit Beschluss der Mitgliederversammlung vom 21. August 2011 wurde der Verein umbenannt in Billard Sportverein Wuppertal 1929 e. V. Nach erneuter Meisterschaft und Pokalsieg 2011 suchte der Verein wegen Mängeln am Gebäude sowie verzögerten Renovierungsarbeiten nach einer neuen Niederlassung und fand diese an der Ecke Clausewitzstraße / In der Fleute im Stadtteil Langerfeld im Osten der Stadt. Erneut entstand hier die größte vereinseigene Anlage in Europa. Dort stehen 17 Pooltische, sechs Snookertische und je zwei große und kleine Karamboltische zur Verfügung. Das Billardcafe Upstairs fand in der unteren Etage Platz und erhielt zudem einen Außenbereich. 2013 wurde das Snooker-Team zum sechsten Mal in Folge Deutscher Meister, wurde in der Folgesaison jedoch nur Dritter hinter den Aufsteigern BC Stuttgart 1891 und SAX-MAX Dresden.
Nach 28 Jahren im Amt als Vorsitzender trat Axel Heger im Jahr 2014 zurück und die Funktion wurde durch Timo Zinke übernommen. Im gleichen Jahr schloss auch das Billardcafe Upstairs. Seit 2015 ist Dirk Winkler Präsident des Vereins und er konnte mit dem seit 2014 rundum erneuerten Vorstand nur knapp eine wirtschaftliche Insolvenz abwenden. Das Snooker-Team stieg 2015 in die dritte und 2016 schließlich in die vierte Liga ab. Nach 87 Jahren löste sich im Jahr 2016 die Karambol-Abteilung wegen Mitgliedermangels auf.
Im Jahr 2023 erfolgte der Umzug an die heutige Adresse. Hauptgrund für den Umzug waren die hohen Energiekosten der bisherigen Vereinsräume. Die neuen Räumlichkeiten mussten für den Billardbetrieb hergerichtet werden, was auch Investitionen und viel Eigenleistung der Mitglieder erforderte. Seit Anfang 2025 hat der BSV Wuppertal an der neuen Sportstätte in der Schwarzbach 126 seinen Spielbetrieb wieder aufgenommen.

## Mannschaften (2024/25)
In der Saison 2024/25 ist der BSV Wuppertal mit fünf Mannschaften in zwei Disziplinen aufgestellt. Erstklassig ist der Verein in keiner Disziplin.

### Snooker
- Landesliga
- Verbandsliga

### Poolbillard
- Kreisliga A
- Kreisliga B

## Platzierungen seit 2009

### Snooker
In einigen Spielzeiten waren bis zu fünf Wuppertaler Mannschaften gemeldet, welche aber auf Grund mangelnder Relevanz hier nicht aufgeführt sind.
| Erste Mannschaft | Erste Mannschaft   | Erste Mannschaft |
| Saison           | Liga (Spielklasse) | Platz            |
| ---------------- | ------------------ | ---------------- |
| 2009/10          | 1. Bundesliga (1)  | 1                |
| 2010/11          | 1. Bundesliga (1)  | 1                |
| 2011/12          | 1. Bundesliga (1)  | 1                |
| 2012/13          | 1. Bundesliga (1)  | 1                |
| 2013/14          | 1. Bundesliga (1)  | 3                |
| 2014/15          | 1. Bundesliga (1)  | 7                |
| 2015/16          | Oberliga NRW (3)   | 7                |
| 2016/17          | Oberliga NRW (3)   | 5                |
| 2017/18          | Oberliga NRW (3)   |                  |

| Zweite Mannschaft | Zweite Mannschaft      | Zweite Mannschaft |
| Saison            | Liga (Spielklasse)     | Platz             |
| ----------------- | ---------------------- | ----------------- |
| 2009/10           | 2. Bundesliga Nord (2) | 5                 |
| 2010/11           | 2. Bundesliga Nord (2) | 4                 |
| 2011/12           | 2. Bundesliga Nord (2) | 1                 |
| 2012/13           | Oberliga NRW (3)       | 7                 |
| 2013/14           | Oberliga NRW (3)       | 6                 |
| 2014/15           | Oberliga NRW (3)       | 5                 |
| 2015/16           | Landesliga A NRW (5)   | 5                 |
| 2016/17           | Landesliga A NRW (5)   | 4                 |
| 2017/18           | Verbandsliga NRW (4)   |                   |

| Dritte Mannschaft | Dritte Mannschaft         | Dritte Mannschaft |
| Saison            | Liga (Spielklasse)        | Platz             |
| ----------------- | ------------------------- | ----------------- |
| 2009/10           | –                         |                   |
| 2010/11           | Oberliga BVNR - BLVMR (3) | 5                 |
| 2011/12           | Oberliga BVNR - BLVMR (3) | 6                 |
| 2012/13           | Verbandsliga NRW (4)      | 8                 |
| 2013/14           | Verbandsliga NRW (4)      | 7                 |
| 2014/15           | Verbandsliga NRW (4)      | 7                 |
| 2015/16           | Landesliga B NRW (5)      | 4                 |
| 2016/17           | Landesliga B NRW (5)      | 2                 |
| 2017/18           | –                         |                   |

### Poolbillard
| Erste Mannschaft | Erste Mannschaft           | Erste Mannschaft |
| Saison           | Liga (Spielklasse)         | Platz            |
| ---------------- | -------------------------- | ---------------- |
| 2009/10          | Regionalliga Nord-West (3) | 1                |
| 2010/11          | 2. Bundesliga Nord (2)     | 1                |
| 2011/12          | 1. Bundesliga (1)          | 5                |
| 2012/13          | 1. Bundesliga (1)          | 5                |
| 2013/14          | 1. Bundesliga (1)          | 7                |
| 2014/15          | 2. Bundesliga Nord (2)     | 5                |
| 2015/16          | 2. Bundesliga Nord (2)     | 8                |
| 2016/17          | Regionalliga West (3)      |                  |

### Karambol
| Erste Mannschaft | Erste Mannschaft       | Erste Mannschaft |
| Saison           | Liga (Spielklasse)     | Platz            |
| ---------------- | ---------------------- | ---------------- |
| 2012/13          | 1. Bundesliga Dreiband | 9                |

## Erfolge
Die verschiedenen Teams der Billardfreunde konnten mehrere Titel und Erfolge feiern. Vor allem die Snooker-Abteilung ist auf nationaler Ebene erfolgreich, auch die anderen Sparten konnten vor allem in der jüngeren Neuzeit Ehre erringen. Nachfolgend werden die Erfolge der drei Abteilungen getrennt aufgeführt:

### Snooker
Teamwettbewerbe
- Meister 1. Bundesliga: 2003, 2008, 2009, 2010, 2011, 2012, 2013
- Pokalsieger: 1997, 2002, 2008, 2009
- Vizemeister 1. Bundesliga: 1996, 2004, 2005, 2007
- Meister 2. Bundesliga: 2001, 2012 (II.)
- Gewinner Deutscher Teampokal: 2010, 2011, 2012

Einzelwettbewerbe
- Meister: 2002 (Herren), 2009 (Herren), 2010 (Herren, Damen, Senioren), 2011 (Herren, Damen, Senioren)
- Vizemeister: 2003 (Herren), 2010 (Herren), 2011 (Senioren), 2012 (Herren, Damen)
- Jugendmeister: 2009 (Herren), 2010 (Herren)
- Bronze Jugendmeisterschaft NRW U17: 2015, 2016

### Poolbillard
Mannschaft
- Meister Damen-Mannschaftspokal: 2009
- Vizemeister Damen-Mannschaftspokal: 2008
- Meister 2. Bundesliga: 2011

Einzelwettbewerb
- Meister: 2002 (Damen), 2007 (Damen), 2008 (Damen)
- Jugendmeister: 2002, 2009

### Dreiband
- Meister 2. Bundesliga: 2000
- Vizemeister 2. Bundesliga: 1999, 2012
- Vize-Pokalsieger: 1995

Darüber hinaus konnten auch auf regionaler und internationaler Ebene Einzel- und Teamwettbewerbe gewonnen werden:
- 1994: Vier Landesmeistertitel, drei Bezirks- und Kreismeistertitel
- 1998: Vier Landesmeistertitel, drei Bezirks- und Kreismeistertitel
- 2001: Abstellung eines Snooker-Juniorennationalspielers (Einzel- und Mannschaftseuropameister)
- 2003: Abstellung eines Snooker-Juniorennationalspielers (Einzel- und Mannschaftseuropameister), Abstellung einer Pool-Nationalspielerin (Vize-Europameister)
- 2007: Abstellung einer Pool-Nationalspielerin (Europameister, 17. bei WM)
- 2008: Abstellung einer Pool-Nationalspielerin (17. bei WM)